# Halen
Halen è un comune belga di 9 427 abitanti, situato nella provincia fiamminga del Limburgo belga.